# Cladonia bangii
Cladonia bangii är en lavart som beskrevs av Ahti. Cladonia bangii ingår i släktet Cladonia och familjen Cladoniaceae.   Inga underarter finns listade i Catalogue of Life.